# Auge, Creuse
Auge är en kommun i departementet Creuse i regionen Nouvelle-Aquitaine i de centrala delarna av Frankrike. Kommunen ligger i kantonen Chambon-sur-Voueize som tillhör arrondissementet Aubusson. År 2022 hade Auge 92 invånare.

## Befolkningsutveckling
Antalet invånare i kommunen Auge
Referens:INSEE